# Cnesinus strigicollis
Cnesinus strigicollis is een keversoort uit de familie snuitkevers (Curculionidae). De wetenschappelijke naam van de soort werd in 1868 gepubliceerd door John Lawrence LeConte.